# Драксени (Ребрича)
Драксени (рум. Draxeni) насеље је у Румунији у округу Васлуј у општини Ребрича. Oпштина се налази на надморској висини од 191 m.

## Становништво
Према подацима из 2002. године у насељу је живело 867 становника, од којих су сви румунске националности.